# Verlag Irene Kuron

Verlagslogo

Der Verlag Irene Kuron war ein deutscher Kleinverlag für Literatur, der von Ende der 1980er-Jahre bis Anfang der 2000er-Jahre bestand. Der Verlagssitz befand sich in Bonn.

## Geschichte
Der Verlag Irene Kuron wurde um 1986 in Bonn von der deutschen Volkswirtin Irene Kuron (* 1961) gegründet. Das Verlagsprogramm des Buchverlags beinhaltete vor allem Sachliteratur, insbesondere wissenschaftliche Fachliteratur im Bereich der Werkstoff- und Korrosionsforschung sowie im Bereich der Angewandten Geographie. Daneben veröffentlichte der Verlag einige belletristische Werke, die teils „Berührungspunkte“ zum wissenschaftlichen Verlagsprogramm aufzeigten, wie zum Beispiel bei den Gedichtsammlungen der „Seismischen Poesie“ von Thomas Frahm. Außerdem erschien beim Verlag von 1987 bis 1988 die Fachzeitschrift Geographil. Zeitschrift an dem Geographischen Institut der Rheinischen Friedrich-Wilhelms-Universität zu Bonn.
Anfang der 1990er-Jahre verlegte der Verlag Irene Kuron mehrere Publikationen des damaligen Bundesministeriums für Forschung und Technologie (BMFT, heute BMBF) und der DECHEMA Gesellschaft für Chemische Technik und Biotechnologie. Zwischen 1990 und 2001 erschienen im Verlag zahlreiche Publikationen des Deutschen Verbands für Angewandte Geographie (DVAG) in der DVAG-Reihe Material zur angewandten Geographie, wie Jahrestagungs- und Fachtagungsbände sowie Forschungsberichte.
Im Bereich der wissenschaftlichen Sachliteratur gehörten zu den Autoren des Verlags unter anderem Bruno Benthien, Rolf Beyer, Ilse Brusis, Juan-Javier Carmona-Schneider, Rainer Danielzyk, Arnulf Marquardt-Kuron (der Ehemann von Irene Kuron), Peter Moll, Burghard Rauschelbach, Götz von Rohr, Konrad Schliephake und Katrin Schneiders. Im Verlagsbereich „Wissenschaft und Kultur“ bzw. „Belletristik“ gehörten zu den Autoren des Verlags unter anderem Italo Calvino, Michael Ende, Thomas Frahm, Antoine de Saint-Exupéry, Martin Walser und Rumjana Zacharieva.
Der Verlagssitz befand sich durchgehend am Gründungsort, in Bonn. Der Verlag wurde um 2001 aufgelöst.